# Тодор Ношпал
Тодор (Тоде) Димков Ношпал (на македонска литературна норма: Тодор Димков Ношпал) е политик от Социалистическа република Македония.

## Биография
Тодор Ношпал е роден в град Прилеп. Начело е на местното Соколско дружество. Делегат е на Първото заседание на АСНОМ. След Втората световна война участва в първото и второто правителство на Лазар Колишевски като министър на търговията и снабдяването и министър на строежите (до 1947) и министър на местния транспорт. Народен представител е в събранието на СРМ. Синът му Александър Ношпал е виден инженер в Република Македония.